# Le Retour (album de Gilbert Bécaud)
Pour les articles homonymes, voir Le Retour.
Albums de Gilbert Bécaud
Bécaud...
(1984) Bécaulogie - 1953 à 1987
(1988)
Le Retour est un album studio de Gilbert Bécaud sorti le 11 septembre 1987 (33 tours Pathé Marconi / EMI - 173 526-1). Avec Thierry Durbet, Christian Chevallier, Raymond Bernard et Mr Bissell aux orchestrations, il est réalisé par Claude Wagner.

## Les titres

### Face A
1. Le Retour (Claude Lemesle/Gilbert Bécaud) [3 min 30 s]
2. La revolutione (Pierre Delanoë/Gilbert Bécaud) [4 min 02 s]
3. Comme Rambo (Pierre Delanoë/Gilbert Bécaud) [3 min 03 s]
4. Ma chanson lilas (Michael Kunze, Didier Barbelivien/Gilbert Bécaud) [3 min 02 s]
5. Marie-Pierre (Pierre Delanoë/Philippe Bécaud) [3 min 35 s]

### Face B
1. La Fille de la pub (Claude Lemesle/Gilbert Bécaud) [3 min 30 s]
2. Le Ciel (Maurice Vidalin/Gilbert Bécaud) [4 min 06 s]
3. Les cartes ont changé (Claude Lemesle, Gilbert Bécaud/Gilbert Bécaud) [3 min 03 s]
4. Tu le regretteras (Pierre Delanoë/Gilbert Bécaud) [2 min 50 s] (1965)
5. Maria est de retour (Michael Kunze, Claude Lemesle/Gilbert Bécaud) [2 min 50 s]